# クリッソーロ
クリッソーロ（伊: Crissolo）は、イタリア共和国ピエモンテ州クーネオ県にある、人口約200人の基礎自治体（コムーネ）。
ポー川の水源があり、モンテ・ヴィーゾに訪れる多くの人たちの出発点でもある。

## 地理

### 位置・広がり

#### 隣接コムーネ
隣接するコムーネは以下の通り。括弧内のTOはトリノ県、FR-05はフランスのオート＝アルプ県所属を示す。
- バニョーロ・ピエモンテ
- ボッビオ・ペッリーチェ (TO)
- オンチーノ
- オスターナ
- ポンテキアナーレ
- Ristolas (FR-05)
- ヴィッラール・ペッリチェ (TO)

#### 地震分類
イタリアの地震リスク階級 (it) では、3s 
に分類される。

## 行政

### 分離集落
クリッソーロには、以下の分離集落（フラツィオーネ）がある。
- Bertolini, Borgo, Brich, Fenogli, Sagne, Serre, Serre Uberto, Villa (capoluogo)